# FF Yzeure Allier Auvergne
Football Féminin Yzeure Allier Auvergne, meist kürzer FF Yzeure Allier Auvergne genannt, ist ein Frauenfußballverein aus der zentralfranzösischen Gemeinde Yzeure, am östlichen Stadtrand von Moulins gelegen.

## Geschichte
Gegründet wurde der Klub 1999, als sich die Frauenfußballabteilung der AS Moulins, die in den 1980er Jahren regelmäßig an den französischen Meisterschaftsendrunden teilgenommen hatte, von dem Gesamtverein trennte und sich als Football Club Féminin Nord-Allier Auvergne selbständig machte. 2010 nahm der Verein seinen aktuell gültigen Namen an, um zum Ausdruck zu bringen, wie viel er Unterstützung er seitens der Verwaltung und der Politik insbesondere der Gemeinde Yzeure erfahren hat.
Die Vereinsfarben sind Gelb und Blau; die Ligafrauschaft trägt ihre Heimspiele im stadteigenen, rund 2.500 Zuschauer fassenden Stade de Bellevue aus, das sie sich mit den Fußballern der AS Yzeure teilt.

## Ligazugehörigkeit und Erfolge
Die erste Frauenelf des Vereins trat bis 2003 und wieder von 2006 bis 2008 zweitklassig an. Seit Beginn der Saison 2008/09 war sie durchgehend in der ersten Liga Frankreichs vertreten. Ihre beste Platzierung auf diesem Niveau war ein fünfter Rang im Abschlussklassement, der ihr außer in der Spielzeit nach ihrem Aufstieg noch zwei weitere Male (2010 und 2013, jeweils hinter den „vier großen Klubs“ des französischen Frauenfußballs, Olympique Lyon, Juvisy FCF, HSC Montpellier und Paris Saint-Germain) gelang. Nach Abschluss der Saison 2013/14 stieg die Elf allerdings in die zweite Division ab, im Zuge einer Ligareform 2023 sogar in die dann nur noch viertklassige Régional 1, nachdem der Landesverband dem Klub eine Lizenz für die neu geschaffene Division 3 verweigerte. Dort ging Yzeure 2023/24 eine Spielgemeinschaft (Groupement de Football) mit Klubs aus den benachbarten Städten Moulins und Bessay ein, deren erste Frauschaft im Pokalwettbewerb dieser Saison das Zweiunddreißigstelfinale erreichte.
Im erst seit 2001 ausgetragenen Landespokalwettbewerb um die Coupe de France konnte Yzeure Allier Auvergne gleichfalls bisher noch keinen nationalen Titel gewinnen. 2009 und 2013 erreichten die Frauen jeweils das Viertelfinale, in dem sie insbesondere 2009 denkbar knapp – die Entscheidung zugunsten Juvisys fiel erst im Elfmeterschießen – scheiterten. Im Jahr 2022 stieß der Zweitligist sogar in das Endspiel vor, wo er mit 0:8 gegen den Paris Saint-Germain FC verlor.

## Bekannte Spielerinnen
(mit Angabe, wann sie für den Verein spielten)
- Laure Boulleau, 2001/02
- Sandrine Dusang, 1999–2002
- Émilie Gonssollin, 2008–2013
- Seynabou Mbengue, 2020–2022
- Ophélie Meilleroux, 2008–2010
- Faustine Roux, 2000–2002 und erneut 2010–2013
- Elisabeth Stout, 2012/13